# Юсуфи, Реджеп
Реджеп Юсуфи (алб. Rexhap Jusufi) — албанский капитан батальона Люботен (Бали Комбетар) в Вардарской Македонии.

## Биография

### Ранние годы
Юсуфи родился в Калканделене, Османская империя (ныне Тетово, Северная Македония). Юсуфи учился в Риме и Падуе, прежде чем вернуться в Тетово, чтобы присоединиться к батальону Люботен.

### Батальон Люботен
Когда батальон Люботен был включен в Бали Комбетар, Юсуфи присоединился к батальону в качестве капитана и сражался вместе с Гаджуром Дераллой. Батальон добился успеха против югославских партизан в Тетово, поскольку в Тетово была самая большая база Балли Комбетар в югославской Македонии.

### Смерть
В конце 1943 года, Реджеп Юсуфи отправился вместе с Гаджуром Дераллой и батальоном Люботен в Кичево, чтобы помочь силам Бали Комбетар Мефайла Шеху против югославских партизан. По пути в Кичево, партизаны устроили засаду в Буковицах. Юсуфи попал в засаду, в результате чего и погиб.